# Antony Evans
Antony Evans (Kirkby, 23 settembre 1998) è un calciatore inglese, centrocampista dell'Huddersfield Town.

## Caratteristiche tecniche
È un centrocampista offensivo.

## Carriera

### Club
Cresciuto nel settore giovanile dell'Everton, vi ha militato fino al 2020 senza riuscire ad esordire con la prima squadra. Nel 2017 e nel 2019 ha trascorso sei mesi in prestito prima al Morecambe, poi al Blackpool.
Il 29 gennaio 2020 è stato ceduto a titolo definitivo al Paderborn.

### Nazionale
Nel 2016 ha giocato 2 partite con la nazionale inglese Under-19.

## Statistiche
Statistiche aggiornate al 13 giugno 2020.

### Presenze e reti nei club
| Stagione        | Squadra         | Campionato      | Campionato | Campionato | Coppe nazionali | Coppe nazionali | Coppe nazionali | Coppe continentali | Coppe continentali | Coppe continentali | Altre coppe | Altre coppe | Altre coppe | Totale | Totale | Totale |
| Stagione        | Squadra         | Comp            | Pres       | Reti       | Comp            | Pres            | Reti            | Comp               | Pres               | Reti               | Comp        | Pres        | Reti        | Pres   | Reti   |        |
| --------------- | --------------- | --------------- | ---------- | ---------- | --------------- | --------------- | --------------- | ------------------ | ------------------ | ------------------ | ----------- | ----------- | ----------- | ------ | ------ | ------ |
| gen.-giu. 2017  | Morecambe       | FL2             | 14         | 2          | FACup+CdL       | 0               | 0               |                    | -                  | -                  | FLT         | 0           | 0           | 14     | 2      |        |
| gen.-giu. 2019  | Blackpool       | FL1             | 12         | 0          | FACup+CdL       | 0               | 0               |                    | -                  | -                  | FLT         | 0           | 0           | 12     | 0      |        |
| gen.-giu. 2020  | Paderborn       | BL              | 3          | 0          | CG              | 0               | 0               |                    | -                  | -                  |             | -           | -           | 3      | 0      |        |
| Totale carriera | Totale carriera | Totale carriera | 29         | 2          |                 | 0               | 0               |                    | -                  | -                  |             | 0           | 0           | 29     | 2      |        |